# Yārān
Yārān (persiska: ياران) är en ort i Iran.   Den ligger i provinsen Kermanshah, i den västra delen av landet, 500 km väster om huvudstaden Teheran. Yārān ligger 1 093 meter över havet och antalet invånare är 191.
Terrängen runt Yārān är kuperad åt sydväst, men åt nordost är den bergig. Runt Yārān är det ganska tätbefolkat, med 60 invånare per kvadratkilometer. Närmaste större samhälle är Sarpol-e Z̄ahāb, 11,7 km sydväst om Yārān. Omgivningarna runt Yārān är i huvudsak ett öppet busklandskap.